# Восток (завод)
ООО «Восто́к» — биохимический завод, градообразующее предприятие посёлка Восточный Омутнинского района Кировской области. В советское время имел важное промышленное значение как объект отечественной микробиологической промышленности. С 2011 года завод работает в сотрудничестве с одним из химических предприятий региона ООО «Кировский БиоХимЗавод».

## Руководство
Генеральный директор — Пантелеев Дмитрий Николаевич, технический директор — Змеева Надежда Николаевна.

## История
Предприятие построили в рамках всесоюзного развития химической и микробиологической отраслей для нужд народного хозяйства и оборонных сил СССР. Завод занимает площадь в 163 Га.

#### Омутнинский химический завод (ОХЗ), 1968—1993 гг.
12 декабря 1958 года Исполком Кировского областного Совета депутатов трудящихся в соответствии с постановлением ЦК КПСС и Совета Министров СССР от 2 августа 1958 года определил место для завода в Омутнинском районе в 15 км от районного центра — города Омутнинска. Строительство началось в IV квартале 1961 года. Параллельно строили временные, а затем капитальные дома для работников. Поселок назвали Восточным в честь космического корабля Юрия Гагарина «Восток».
По распоряжению Совета народного хозяйства Кировского экономического административного района 15 июля 1961 года приступил к работе первый директор Омутнинского химического завода К. И. Платонов. 1 ноября 1964 года директором назначен М. В. Демидов. С 22 января 1968 года предприятие возглавил В. А. Валов.
27 декабря 1968 года сдали в эксплуатацию первую очередь ОХЗ, а именно: корпус № 1, корпус № 2, административное здание, компрессорная станция № 1, котельная, водозабор, мастерские и т. д. Вошёл в строй биотехнологический комплекс, где началось производство продукции микробиологического синтеза.
В 1969 году завод выпустил первую промышленную партию антибиотика Гигромицин-Б, необходимого в ветеринарии и животноводстве. В 1974 году предприятие стало рентабельным. В течение следующих 20 лет на ОХЗ осваивали и расширяли производство микробиологической продукции.
Изначально предприятие находилось в подчинении Управления металлургической и металлообрабатывающей промышленности Кировского Совнархоза. 1 июля 1974 года в связи с созданием Всесоюзного научно-производственного объединения «Биопрепарат», Омутнинский химический завод был передан в его непосредственное подчинение.
29 декабря 1971 года был подписан акт приёмки второй очереди строительства. К 1980 году на предприятии прошли реконструкция и техническое переоснащение, благодаря чему ОХЗ увеличил объёмы выпускаемой продукции. Через десять лет завод вновь увеличил производственные мощности и начал дополнительно выпускать биохимические реактивы.
С 1991 года «Омутнинский химический завод» производил до 470 млн шприцев однократного применения в год и был одним из крупнейших отечественных производителей данного вида изделий медицинского назначения.
За 20 лет работы ОХЗ увеличил реализацию продукции на 337,1 %, производительность труда — на 162,3 %, освоил выпуск 31 вида продукции. Коллектив завода 49 раз завоёвывал Переходящие красные знамёна Победителя социалистического соревнования. Директор В. А. Валов в 1985 году был удостоен звания Героя Социалистического Труда, трое работников стали Лауреатами Государственной премии, 39 работников награждены орденами и медалями.

#### АООТ «Восток», 1993—1997 гг.
После акционирования с 12 января 1993 года завод сменил название на "Акционерное общество открытого типа «Восток». В марте 1996 года директор В. А. Валов переведен в администрацию г. Киров, с 1 августа 1996 года должность генерального директора занимает А. Е. Васильев. 17 октября 1997 года завод переименован в Открытое акционерное общество «Восток» (ОАО «Восток»).

#### ОАО «Восток», 1997—2011 гг.
Из-за экономических кризисов завод потерял часть рынков сбыта и стал нерентабельным. Предприятие не имело возможности в полном объёме выплачивать заработную плату и поддерживать работу энергоснабжающего комплекса.
В июле 2005 году цех № 1 по производству микробиологической продукции ОАО «Восток» выделили в ЗАО "Биотехнологическая компания «Восток» с представительством в Московской области. Это было второе по величине биотехнологическое производство в России. Предприятие выпускало ферментные препараты для сельского хозяйства и пищевой промышленности. Приостановило производство после процедуры банкротства в 2008 году параллельно с ОАО «Восток».
Несмотря на финансовые вливания в виде банковских кредитов, предприятие с 2004 года работало с простоями. С августа 2006 года управление заводом осуществляет ООО "Управляющая компания «Фармбизнес» под руководством А. А. Иваненко. Управляющим производственной площадкой ОАО «Восток» назначен П. С. Лялин.
В августе 2007 года началась процедура банкротства завода, 17 марта 2008 года ОАО «Восток» был признан банкротом, введена процедура конкурсного производства. Закрылось около тысячи рабочих мест. ОАО «Восток» остался с многомиллионной задолженностью перед трудовым коллективом, коммунальными предприятиями и кредиторами. В апреле 2013 года было закончено конкурсное производство в отношении ОАО «Восток», предприятие было ликвидировано и исключено из реестра юридических лиц.

#### ООО «Восток», с 2011 г.
15 сентября 2011 года было зарегистрировано ООО «Восток». ООО «Восток» совместно с ООО «КИБИХ» образовали единый замкнутый цикл производства.
С 9 ноября 2011 года на предприятии запустили котельную, начали масштабный ремонт, выплаты задолженности по заработной плате и погашение обязательных платежей. В первую очередь «Восток» вернулся к снабжению агропромышленного комплекса. 27 декабря 2011 года завод запустил производство ферментного препарата «Ксиланаза», затем — «Амилосубтилина».
ООО «КИБИХ» и ООО «Восток» заключили договоренность с московским Научно-техническим центром «Лекбиотех» о разработке совместного проекта по созданию препаратов нового поколения для повышения питательной ценности кормов. В начале 2012 года завод с 300 рабочими местами официально вернулся в число действующих предприятий. В мае 2012 года началось производство силосной закваски СИЛЗАК, затем ряда других ветеринарных ферментных препаратов. 26 марта 2013 года ООО «Восток» запустило производство биологически активных добавок (БАД) на основе лигнина.
С 2013 года ООО «Восток» входит в состав некоммерческого партнёрства «Кластер» по развитию биотехнологий и фармацевтики «Восток» (НП «БиоФарм»). В задачи партнёрства входит разработка, внедрение и развитие новейших биотехнологий на российских предприятиях.

## Продукция ОХЗ-ОАО «Восток»
- С 1969 года — антигельминтное средство для свиней и домашней птицы.
- С 1973 года — ферментные препараты для улучшения питательности и усвоения кормов для свиней и домашней птицы,
- С 1974 года — антибиотик для стимуляции роста при откорме молодняка свиней, КРС и домашней птицы.
- С 1979 года — высокоэффективная гриппозная вакцина.
- С 1983 года — биохимические реактивы — компоненты для научно-исследовательской работы в области |молекулярной биологии.
- С 1985 года — 20%-ный спиртовой раствор женьшеня на основе собственного сырья — биомассы женьшеня. Раствор использовался как целебный компонент для мазей, лосьонов, шампуней, а также стимулирующее средство в медицине.
- С 1986 года — биологически активная добавка для нормализации микрофлоры кишечника у детей.
- С 1990 года — начат выпуск шприцев однократного применения.
- С 1993 года — медицинские растворы для инъекций.
- С 1995 года — ферментный препарат щелочная протеаза в качестве биодобавки к синтетическим моющим средствам.
- С 1995 года — производство мультиэнзимных композиций для повышения качества кормов для птицеводства и животноводства.
- С 2002 года — выпуск более 40 наименований готовых лекарственных средств.

## Продукция ООО «Восток»
- Биологически активные добавки,
- Мультиэнзимные композиции,
- Ферментные препараты для агропромышленного комплекса,
- Кормовые антибиотики для сельскохозяйственных животных и птицы.